# Nick Saviano
Nick Saviano (* 5. Juni 1956 in Teaneck, New Jersey) ist ein ehemaliger US-amerikanischer Tennisspieler und Tennistrainer.

## Leben
Saviano studierte an der Stanford University und wurde in die Bestenauswahl All American und in das USTA Junior-Davis-Cup-Team berufen. Er wurde 1973 Tennisprofi, war allerdings zunächst nicht sonderlich erfolgreich. 1975 stand er erstmals in einem Viertelfinale auf der ATP Tour. Sein erstes Halbfinale erreichte er 1977 in Little Rock, im selben Jahr stand er im Halbfinale von Sydney. Im darauf folgenden Jahr konnte er erstmals in ein Finale einziehen. Beim Turnier in Sarasota war er Tomáš Šmíd knapp mit 6:7, 6:0 und 5:7 unterlegen. Nachdem er 1979 bereits das Halbfinale von Köln erreicht hatte, zog er 1980 ins Finale ein. Dort unterlag er seinem Landsmann Bob Lutz. Erst kurz vor dem Ende seiner Karriere konnte er 1983 seinen ersten und einzigen ATP-Einzeltitel gewinnen. Zudem gelangen ihm zwischen 1979 und 1983 mit wechselnden Partnern drei Turniersiege im Doppel. Seine höchste Notierung in der Tennisweltrangliste erreichte er 1978 mit Position 48 im Einzel sowie 1983 Position 94 im Doppel.
Seine besten Einzelergebnisse bei einem Grand-Slam-Turnier waren das zweimalige Erreichen der Achtelfinales der Wimbledon Championships.
In der Doppelkonkurrenz erreichte er 1977 an der Seite von Hank Pfister das Achtelfinale der Australian Open.
Nach dem Ende seiner Profikarriere arbeitete er als Tennistrainer. Er trainierte zwischen 2006 und 2014 Eugenie Bouchard, die es bis auf Position 5 der WTA-Weltrangliste brachte. Nach der zwischenzeitlichen Trennung betreute er Sloane Stephens. 2016 nahm er die Zusammenarbeit mit Bouchard wieder auf.

## Erfolge
| Legende                       |
| Grand Slam                    |
| Tennis Masters Cup            |
| ATP Masters Series            |
| ATP International Series Gold |
| ATP International Series (4)  |

### Einzel
| Nr. | Datum         | Turnier | Belag   | Finalgegner | Ergebnis      |
| --- | ------------- | ------- | ------- | ----------- | ------------- |
| 1.  | 13. März 1983 | Nancy   | Teppich | Chip Hooper | 6:4, 4:6, 6:3 |

### Doppel
| Nr. | Datum            | Turnier   | Belag     | Partner           | Finalgegner                    | Ergebnis      |
| --- | ---------------- | --------- | --------- | ----------------- | ------------------------------ | ------------- |
| 1.  | 7. Oktober 1979  | Maui      | Hartplatz | John Lloyd        | Rod Frawley Francisco González | 7:5, 6:4      |
| 2.  | 29. März 1981    | Stuttgart | Teppich   | Buster Mottram    | Craig Edwards Eddie Edwards    | 3:6, 6:1, 6:2 |
| 3.  | 30. Oktober 1983 | Köln      | Teppich   | Florin Segărceanu | Paul Annacone Eric Korita      | 6:3, 6:4      |